# سیارک ۲۰۴۶۰

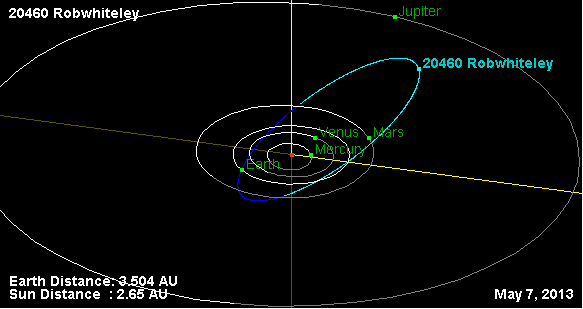
تصویر مدار سیارک 20460

سیارک ۲۰۴۶۰ (به انگلیسی: 20460 Robwhiteley، نامگذاری:1999LO28) بیست هزار و چهارصد و شصتمین سیارک کشف شده‌است که در ۱۳ ژوئن ۱۹۹۹ کشف شد.
قدر مطلق سیارک برابر ۹.۸ است.